# Danh sách núi trên Mặt Trăng
Dưới đây là danh sách núi trên Mặt Trăng.

## Núi
Đây là các núi hay khối núi đơn lẻ.
| Tên                    | Vĩ độ/Kinh độ                   | Đường kính | Độ cao |
| ---------------------- | ------------------------------- | ---------- | ------ |
| Mons Agnes             | 18°36′B 5°18′Đ / 18,6°B 5,3°Đ   | 1 km       |        |
| Mons Ampère            | 19°00′B 4°00′T / 19°B 4°T       | 30 km      | 3.0 km |
| Mons André             | 5°12′B 120°36′Đ / 5,2°B 120,6°Đ | 10 km      |        |
| Mons Ardeshir          | 5°00′B 121°00′Đ / 5°B 121°Đ     | 8 km       |        |
| Mons Argaeus           | 19°00′B 29°00′Đ / 19°B 29°Đ     | 50 km      |        |
| Mons Blanc             | 45°00′B 1°00′Đ / 45°B 1°Đ       | 25 km      | 3.6 km |
| Mons Bradley           | 22°00′B 1°00′Đ / 22°B 1°Đ       | 30 km      | 4.2 km |
| Mons Delisle           | 29°30′B 35°48′T / 29,5°B 35,8°T | 30 km      |        |
| Mons Dieter            | 5°00′B 120°12′Đ / 5°B 120,2°Đ   | 20 km      |        |
| Mons Dilip             | 5°36′B 120°48′Đ / 5,6°B 120,8°Đ | 2 km       |        |
| Mons Esam              | 14°36′B 35°42′Đ / 14,6°B 35,7°Đ | 8 km       |        |
| Mons Ganau             | 4°48′B 120°36′Đ / 4,8°B 120,6°Đ | 14 km      |        |
| Mons Gruithuisen Delta | 36°00′B 35°54′T / 36°B 35,9°T   | 20 km      |        |
| Mons Gruithuisen Gamma | 36°36′B 40°30′T / 36,6°B 40,5°T | 20 km      |        |
| Mons Hadley            | 26°30′B 4°42′Đ / 26,5°B 4,7°Đ   | 25 km      | 4.6 km |
| Mons Hadley Delta      | 25°48′B 3°48′Đ / 25,8°B 3,8°Đ   | 15 km      | 3.5 km |
| Mons Hansteen          | 12°06′N 50°00′T / 12,1°N 50°T   | 30 km      |        |
| Mons Herodotus         | 27°30′B 53°00′T / 27,5°B 53°T   | 5 km       |        |
| Mons Huygens           | 20°00′B 2°54′T / 20°B 2,9°T     | 40 km      | 4.7 km |
| Mons La Hire           | 27°48′B 25°30′T / 27,8°B 25,5°T | 25 km      | 1.5 km |
| Mons Maraldi           | 20°18′B 35°18′Đ / 20,3°B 35,3°Đ | 15 km      | 1.3 km |
| Mons Moro              | 12°00′N 19°42′T / 12°N 19,7°T   | 10 km      |        |
| Mons Penck             | 10°00′N 21°36′Đ / 10°N 21,6°Đ   | 30 km      | 4. km  |
| Mons Pico              | 45°42′B 8°54′T / 45,7°B 8,9°T   | 25 km      | 2. km  |
| Mons Piton             | 40°36′B 1°06′T / 40,6°B 1,1°T   | 25 km      | 2.3 km |
| Mons Rümker            | 40°48′B 58°06′T / 40,8°B 58,1°T | 70 km      | 0.5 km |
| Mons Usov              | 12°00′B 63°00′Đ / 12°B 63°Đ     | 15 km      |        |
| Mons Vinogradov        | 22°24′B 32°24′T / 22,4°B 32,4°T | 25 km      | 1.4 km |
| Mons Vitruvius         | 19°24′B 30°48′Đ / 19,4°B 30,8°Đ | 15 km      | 2.3 km |
| Mons Wolff             | 17°00′B 6°48′T / 17°B 6,8°T     | 35 km      | 3.5 km |

## Dãy núi
| Tên                | Vĩ độ/Kinh độ                   | Đường kính |
| ------------------ | ------------------------------- | ---------- |
| Montes Agricola    | 29°06′B 54°12′T / 29,1°B 54,2°T | 141 km     |
| Montes Alpes       | 46°24′B 0°48′T / 46,4°B 0,8°T   | 281 km     |
| Montes Apenninus   | 18°54′B 3°42′T / 18,9°B 3,7°T   | 401 km     |
| Montes Archimedes  | 25°18′B 4°36′T / 25,3°B 4,6°T   | 163 km     |
| Montes Carpatus    | 14°30′B 24°24′T / 14,5°B 24,4°T | 361 km     |
| Montes Caucasus    | 38°24′B 10°00′Đ / 38,4°B 10°Đ   | 445 km     |
| Montes Cordillera  | 17°30′N 81°36′T / 17,5°N 81,6°T | 574 km     |
| Montes Haemus      | 19°54′B 9°12′Đ / 19,9°B 9,2°Đ   | 560 km     |
| Montes Harbinger   | 27°00′B 41°00′T / 27°B 41°T     | 90 km      |
| Montes Jura        | 47°06′B 34°00′T / 47,1°B 34°T   | 422 km     |
| Montes Pyrenaeus   | 15°36′N 41°12′Đ / 15,6°N 41,2°Đ | 164 km     |
| Montes Recti       | 48°00′B 20°00′T / 48°B 20°T     | 90 km      |
| Montes Riphaeus    | 7°42′N 28°06′T / 7,7°N 28,1°T   | 189 km     |
| Montes Rook        | 20°36′N 82°30′T / 20,6°N 82,5°T | 791 km     |
| Montes Secchi      | 3°00′B 43°00′Đ / 3°B 43°Đ       | 50 km      |
| Montes Spitzbergen | 35°00′B 5°00′T / 35°B 5°T       | 60 km      |
| Montes Taurus      | 28°24′B 41°06′Đ / 28,4°B 41,1°Đ | 172 km     |
| Montes Teneriffe   | 47°06′B 11°48′T / 47,1°B 11,8°T | 182 km     |